# Luma Mufleh
 (novembre 2023).
Luma Mufleh (née le 1er mars 1975) est fondatrice et directrice de Fugees Family, Inc. (« The Fugees »), une organisation à but non lucratif de soutien aux enfants réfugiés. Elle-même a obtenu le statut de réfugiée aux États-Unis après avoir fui la Jordanie en raison de son lesbianisme.

## Biographie

### Enfance et éducation
Luma Mufleh naît à Amman, en Jordanie, dans une famille d'origine syrienne très riche et proche du roi Hussein. Elle quitte la Jordanie pour étudier au Smith College de Northampton, Massachusetts en 1993. Sa décision de quitter la Jordanie est motivée par la lesbophobie et des agressions subies avec des policiers, qui ne l'ont épargnée qu'en raison du pouvoir de sa famille.
Après avoir obtenu son diplôme, elle reste aux États-Unis contre l'avis de sa famille puis coupe tout contact avec cette dernière après son coming-out désastreux. Elle obtient le statut de réfugiée en 1997 aux États-Unis, à 21 ans, et sa famille la déshérite.
Elle déménage de Northampton à Boston, en Caroline du Nord et enfin à Atlanta, tout en travaillant comme serveuse, cuisinière, commis aux stocks d'épicerie, employée de bureau pour un organisme de bienfaisance et conceptrice de sites Web indépendante. Après son arrivée à Atlanta, elle ouvre Ashton's, un café-restaurant, et entraîne une équipe féminine de football.
Elle fonde une équipe de football constituée d'enfants réfugiés à Clarkston en 2004, puis se rend compte que ces enfants ont des besoins très spécifiques. Elle fonde alors l'association Fugees Family, dans le cadre de laquelle elle ouvre une école spécialisée.

## Distinctions
Mufleh reçoit le Martin Luther King Jr. Community Service Award, la Smith College Medal, et le Common Ground Award. Elle reçoit également le Foreign Language Advocacy Award en 2009 de la Northeast Conference on the Teaching of Foreign Languages pour son engagement en faveur de l'intégration des réfugiés aux États-Unis.
En 2023, elle publie son autobiographie, From Here.